# Lnice alpská
Lnice alpská (Linaria alpina) je druh rostliny z rodu lnice (Linaria).
V Korutanech je známá jako Stanklitter (popínavá rostlina rostoucí na kamení), v Tyrolsku a Salcburku pak jako Grießspeik (štěrkový kozlík).

## Popis
Lysá, jednoletá, dvouletá nebo víceletá, téměř vždy poléhavá a jen při vrcholku vystoupavá bylina, dosahující výšky 5–15 cm. Rostlina má nitkovitý, často plazivý oddenek.
Masité listy jsou kopinaté, celokrajné, ojíněné a zelenomodře lemované. Jsou zhruba 8–20 mm dlouhé a uspořádané ve čtyřčetných přeslenech.
Tři až deset květů vytváří řídký, hlávkovitý hrozen. Stopky jednotlivých květů jsou stejně dlouhé jako kalich, který je hluboce pětidílný. Koruny květu jsou modrofialové nebo narůžovělé, bez ostruh a mají délku 8–15 mm. Horní pysk je hluboce dvoudílný a má žlutooranžovou barvu, čímž se vytváří zajímavý barevný kontrast. Nejspíš se jedná o optický signál pro hmyz. U formy concolor je dolní pyskovité zesílení ve fialové barvě.
V Tyrolsku se často vyskytuje také forma bez žlutooranžové skvrny.
Květy se rozvíjejí přes léto – od června do srpna.

## Systematika
Druh se dělí na několik poddruhů:
- Běžná lnice alpská (L. a. subsp. Alpina): Nízkoležící rostliny jsou 3 až 10 cm vysoké. S převrácenými korunními cípky; horní pysky koruny jsou dvakrát delší než jejich šířka. Rozšířen v Německu a Rakousku (s výjimkou Burgenlandu a Vídně).
- Vzpřímená lnice alpská (L. a. subsp. Petraea): Obloukovitě stoupající rostlina bývá 10 až 20 cm vysoká. S kopinatými korunními cípky; Cípy korunních pysků jsou dvakrát až třikrát delší než širší. Výskyt v horním a dolním Rakousku a Štýrsku.
- Linaria alpina subsp. filicaulis

## Výskyt
Tento druh se vyskytuje v pohořích Jižní a Střední Evropy (pohoří Iberského poloostrova, Jura, Alpy, Apeniny, západní horská pásma Balkánského poloostrova a Vysoké Tatry) a nachází se od údolí až po nadmořské výšky 4200 metrů.
Dosti často bývá vodou splaven i do nižších poloh, naplaveninami Rýna se dostává např. až do Bodamského jezera, jsou zaznamenány starší údaje o jeho výskytu na naplaveninách Dunaje. Na Slovensku je splavován řekou Bílou při Liptovském Hrádku.
V České republice druh neroste, na Slovensku náleží mezi kriticky ohrožené taxony. Jediná původní lokalita, kde se dnes vyskytuje, je Smutná dolina v západních Tatrách, kde je dnes známo jen několik trsů na těžko přístupných místech.
Roste na kamenitých, štěrkových sutích a říčním štěrku, téměř vždy na krystalinických horninách.

## Stanoviště
Lnice alpská je vázána na alpínský stupeň, v Alpách se vyskytuje i v nadmořských výškách přesahujících 4000 m. Vyskytuje se typicky na sutích, osidluje i štěrkovité břehy horských potoků a je často splavována do nižších poloh. Dobře snáší neustálé zasypávání suťovým materiálem.
Jeden podzemní oddenek může mít až 60 výběžků bez kořenů, které pronikají hrubou sutí nebo jsou položeny na jemné suti.

## Opylování
K opylení květů může dojít pouze těžkým hmyzem, který má dostatek síly k otevření květů. Protože se nektar nalézá hluboko v květu, může se k němu dostat pouze hmyz s dlouhým sosákem, takže je přístupný pouze pro čmeláky.

## Využití
Lnice alpská je dobře kultivovatelná a je často pěstována jako skalnička. Na skalkách většinou po několika letech ve vegetativním stavu vykvete a posléze odumírá. Kvete od června do srpna.